# 云杉寄生
云杉寄生（学名：Arceuthobium pini var. sichuanense）为桑寄生科油杉寄生属下的一个变种。

## 扩展阅读
- 維基物種上的相關：云杉寄生